# Victor Gordon-Lennox
Victor Charles Hugh Gordon-Lennox, auch bekannt als V.C.H. Gordon-Lennox (* 10. September 1897 in London; † 25. Januar 1968), war ein britischer Journalist.

## Leben und Tätigkeit
Gordon-Lennox war ein Sohn von Lord Walter Gordon-Lennox und seiner Frau Alice Ogilvy-Grant. Über seinen Vater entstammte er dem Hochadel (er war ein Abkömmling der Stuart-Könige und Enkel des 6. Herzogs of Richmond). 
In seiner Kindheit besuchte Gordon-Lennox zunächst eine Vorbereitungsschule, wurde dann aber aus gesundheitlichen Gründen zu Hause unterrichtet (siehe Homeschooling).
1915 (?) bestand er die Eintrittsprüfung für die University of Cambridge, meldete sich dann aber zunächst als Freiwilliger zur britischen Armee und trat in das Gardegrenadierregiment (Grenadier Guards) ein. Mit diesem – als Teil der British Expeditionary Force – nahm er am Ersten Weltkrieg teil, bei dem er verwundet wurde. Nach seiner Rückkehr nach London kehrte er kurzzeitig zu den Grenadieren zurück, musste den Dienst aber schließlich infolge einer Erkrankung quittieren. Er schied im Rang eines Hauptmanns (captain) aus.
Anschließend beendete er sein Studium am Trinity College der University of Cambridge. Zu seinen Kommilitonen dort zählte u. a. der spätere Außen- und Premierminister Anthony Eden, dem er auch noch nahestand als beide als Journalist bzw. Politiker führende Stellungen im öffentlichen Leben Großbritanniens einnahmen. Das Jahr 1920 verbrachte Gordon-Lennox als Sekretärs des Kommissars für die Freie Stadt Danzig, General Richard Haking.
1922 wurde Gordon-Lennox Journalist: Von 1922 bis 1929 stand er im Dienst der Tageszeitung Daily Mail, seit 1923 als Parlamentskorrespondent, d. h. als Berichterstatter der Zeitung über die Sitzungen des House of Commons in London. 1929 oder 1930 wechselte er zum Daily Telegraph, in dem er zunächst unter dem Pseudonym Petersborough eine Kolumne betreute ("London Day by Day"), bevor er 1934 den seinerzeit sehr begehrten Posten des diplomatic correspondent der Zeitung erhielt (bis 1942). In dieser Stellung bereiste er in den folgenden Jahren vor allem den europäischen Kontinent und berichtete von den jeweils aktuellen Zentren, in denen sich das für die zwischenstaatlichen Beziehungen der europäischen Mächte entscheidende Geschehen abspielte. Insbesondere wohnte er – häufig im Tross der britischen Außenminister – internationalen Konferenzen und Verhandlungen sowie den Tagungen des Völkerbundes in Genf bei.
Seit etwa 1934 nahm Gordon-Lennox eine stark kritische Haltung gegenüber dem nationalsozialistischen Deutschland ein, die sich insbesondere in dem Newsletter Whitehall Letter, den er seit 1936 neben seiner Tätigkeit für den Daily Herald zusammen mit Hellen Kirkpatrick herausgab, niederschlug, in dem er sich nachdrücklich gegen die Appeasement-Politik der Regierungen Baldwin und Chamberlain gegenüber den Machthabern in Berlin aussprach.
In seiner politischen Einstellung galt Gordon-Lennox als konservativ, so gehörte er auch dem als konservativ geltenden Carlton Club an.

## Familie
Gordon-Lennox heiratete am 12. Juli 1923 Dorothy Bridget Browne († 1963). Die Ehe wurde 1928 geschieden. In zweiter Ehe heiratete er Diana Elisabeth Constance Kingsmill († 1982). Diese Ehe wurde 1940 geschieden. In dritter Ehe heiratete er 1958 Norah Julia Wensley.
Aus seiner zweiten Ehe stammte der Sohn Henry George Charles (* 1934).